# Монета (фильм)
«Монета» — советский телефильм, снятый в виде сборника новелл режиссёрами Александром Аловым и Владимиром Наумовым по мотивам рассказов американского писателя Альберта Мальца на киностудии «Мосфильм» в 1962 году.

## Сюжет
Действие происходит в Соединённых Штатах Америки в 1930-х годах, в период Великой депрессии. Фильм состоит из трёх не связанных между собой по сюжету новелл, основанных на рассказах Альберта Мальца.

### «Игра»
Отец вынужден учить своего маленького сына, как незаметно украсть бутылку молока из фургона, подъехавшего ранним утром к их дому.

### «Самый счастливый человек на свете»
Джесси Фултон прошёл пешком сотню миль, чтобы умолять, просить и требовать работу у брата своей жены — диспетчера гаража, водители которого перевозят взрывчатку, используемую при бурении нефтяных скважин. Риск огромен, шоферы то и дело гибнут, но Джесси на седьмом небе от счастья, получив это место.

### «Воскресенье в джунглях»
Маленький мальчик ведёт яростную борьбу с пожилым безработным за право достать из шахты водостока упавший туда серебряный доллар.

## В ролях
- Андрей Попов — отец
- Валерий Слапогузов — мальчик
- Иван Рыжов — молочник
- Ростислав Плятт — Том Бреккет, диспетчер гаража
- Глеб Стриженов — Джесси Фултон
- Геннадий Юхтин — шофёр
- Эраст Гарин — претендент на монету
- Володя Маструков — ловец монеты

## Съёмочная группа
- Авторы сценария и режиссёры-постановщики:
  - Александр Алов
  - Владимир Наумов
- Оператор-постановщик: Анатолий Кузнецов
- Художник-постановщик: Абрам Фрейдин
- Композитор: Николай Каретников
- Звукооператор: Леонид Булгаков
- Ассистенты:
  - режиссёра: Эдуард Гаврилов, Валерий Кремнёв
  - оператора: Михаил Коропцов
- Директор картины: А. Бут